# Pancerniki typu König
Pancerniki typu König – niemieckie pancerniki z okresu I wojny światowej. Na początku Wielkiej Wojny okręty tego typu były najpotężniejszymi jednostkami Kaiserliche Marine. Wzięły udział w bitwie jutlandzkiej. Po I wojnie światowej internowane w Scapa Flow i zatopione przez załogę 21 czerwca 1919 roku.

## Historia

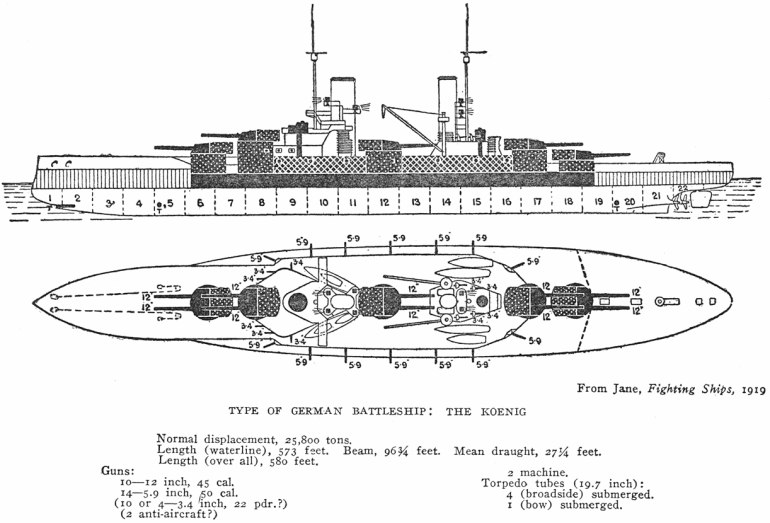
Schemat pancerników typu König według Jane’s Fighting Ships 1919

Budowa okrętów była częścią programu zbrojeń, którego celem było zniwelowanie przewagi Royal Navy na Morzu Północnym. Projekt okrętów typu König w znacznej części bazował na konstrukcji wyprodukowanych wcześniej pancerników typu Kaiser. Główną różnicą w porównaniu do jednostek starszego typu było przesunięcie jednej z wież w kierunku dziobu i umieszczenie jej na linii symetrii okrętu. Główną planowaną zmianą miało być zastąpienie jednej z turbin parowych silnikami wysokoprężnymi, jednak z powodu braku odpowiednich silników ostatecznie napęd pozostał bez zmian w porównaniu z pancernikami typu Kaiser i składał się z 3 turbin parowych.
Budowę 4 okrętów typu König rozpoczęto w 1911 roku, wodowanie 3 jednostek miało miejsce w 1913, czwartej w lutym 1914 roku. Koszt budowy jednego okrętu wynosił około 45 milionów złotych marek niemieckich.

## Zbudowane okręty
| Nazwa            | Stocznia                                       | Rozpoczęcie budowy | Data wodowania | Wejście do służby | Los okrętu     |
| ---------------- | ---------------------------------------------- | ------------------ | -------------- | ----------------- | -------------- |
| SMS König        | Kaiserliche Werft Wilhelmshaven, Wilhelmshaven | październik 1911   | 01.03.1913     | 10.08.1914        | Zatopiony 1919 |
| Grosser Kurfürst | Friedrich Krupp Germaniawerft, Kilonia         | październik 1911   | 05.05.1913     | 30.07.1914        | Zatopiony 1919 |
| SMS Markgraf     | AG Weser, Brema                                | listopad 1911      | 04.06.1913     | 01.10.1914        | Zatopiony 1919 |
| SMS Kronprinz    | Friedrich Krupp Germaniawerft, Kilonia         | listopad 1911      | 21.02.1914     | 08.11.1914        | Zatopiony 1919 |

## Służba
Okręty wzięły udział w większości operacji prowadzonych przez Cesarską Marynarkę Wojenną, w tym w bitwie jutlandzkiej, podczas której 3 jednostki odniosły uszkodzenia. Działania wojenne udało się przetrwać wszystkim okrętom typu. Po zakończeniu wojny wszystkie pancerniki typu König zostały internowane w brytyjskiej bazie w Scapa Flow, a następnie samozatopione przez załogę 21 czerwca 1919 roku.
- SMS "König" – rozpoczęcie budowy październik 1911 roku, wodowanie 1 marca 1913 roku, wejście do służby 9 sierpnia 1914 roku, w 1917 roku zatopił rosyjski przeddrednot "Sława".
- SMS "Großer Kurfürst"(inne języki) – rozpoczęcie budowy październik 1911 roku, wodowanie maj 1913 roku, wejście do służby 30 lipca 1914 roku.
- SMS "Markgraf"(inne języki) – rozpoczęcie budowy październik 1911 roku, wodowanie 4 czerwca 1913 roku, wejście do służby październik 1914 roku.
- SMS "Kronprinz" – rozpoczęcie budowy październik 1911 roku, wodowanie 21 lutego 1914 roku, wejście do służby listopad 1914 roku. Początkowo nosił imię "Kronprinz". Z bitwy jutlandzkiej wyszedł bez uszkodzeń, jednak w 1916 roku został storpedowany i poważnie uszkodzony przez brytyjski okręt podwodny. W czerwcu 1918 roku nazwę okrętu zmieniono na "Kronprinz Wilhelm" w celu uhonorowania następcy tronu (Kronprinz) Prus i Niemiec Wilhelma Hohenzollerna.